# Prionovolvinae
Prionovolvinae is een onderfamilie van weekdieren uit de klasse van de Gastropoda (slakken).

## Geslachten
- Archivolva Lorenz & Fehse, 2009
- Calpurnus Montfort, 1810
- Carpiscula Cate, 1973
- Crenavolva Cate, 1973
- Cuspivolva Cate, 1973
- Dentiovula Habe, 1961
- Diminovula Iredale, 1930
- Globovula Cate, 1973
- Habuprionovolva Azuma, 1970
- Margovula Iredale, 1935
- Primovula Thiele, 1925
- Prionovolva Iredale, 1930
- Procalpurnus Thiele, 1929
- Prosimnia Schilder, 1927
- Pseudosimnia Schilder, 1927
- Rotaovula Cate & Azuma in Cate, 1973
- Sandalia Cate, 1973
- Serratovolva Cate, 1973
- Testudovolva Cate, 1973